# FC Sibiryak Bratsk
El FC Sibiryak Bratsk (en ruso: ФК «Сибиряк» Братск) fue un club de fútbol ruso de la ciudad de Bratsk, fundado en 1967. El club disputa sus partidos como local en el estadio Metallurg y Lokomotiv, y juega en la Segunda División de Rusia, el tercer nivel en el sistema de ligas ruso.

## Historia
El club fue fundado en 1967 en Bratsk como «Pursey». En 1970—1973 el club fue conocido como «Sibiryak» y entre 1976—1978 «Energiya». En 1997 volvió a su antigua denominación, «Sibiryak», nombre que conserva hasta el presente.
La historia de los equipos en Bratsk campeonato nacional se puede dividir en cuatro etapas, cada una asociada a un nombre nuevo del equipo. Como Pursey Bratsk se incluyó en el número de participantes del campeonato de la Clase B de la Unión Soviética. Bajo este nombre el equipo jugó tres temporadas. Fue renombrado Sibiryak ("siberiano") en 1973 y ganó los torneos zonales de la Segunda División de la URSS. En la final, donde se reunieron los ganadores de la zona, el Sibiryak no tuvo demasiado éxito. Después de eso, el equipo fue renombrado.
Volvió en 1976 como Energiya Bratsk y en 1978 acabó en el último lugar, por lo que volvió a perder su lugar en el campeonato nacional. En 1998 volvió a ser renombrado Sibiryak y debutó en el campeonato de Rusia de Segunda División. Tras más de 14 años en esta competición, el Sibiryak ha demostrado una sólida regularidad.